# Paul Ritchie
Paul Simon Ritchie (ur. 21 sierpnia 1975 w Kirkcaldy) – szkocki piłkarz występujący na pozycji obrońcy.

## Kariera klubowa
Ritchie karierę rozpoczynał w 1995 roku w zespole Hearts ze Scottish Premier League. W 1998 roku zdobył z nim Puchar Szkocji. Pod koniec 1999 roku został wypożyczony do angielskiego Boltonu Wanderers z Division One. Grał tam do końca sezonu 1999/2000.
W połowie 2000 roku Ritchie podpisał kontrakt z Manchesterem City. W Premier League zadebiutował 5 września 2000 roku w wygranym 2:1 pojedynku z Leeds United. W 2001 roku spadł z zespołem do Division One. W 2002 roku awansował z nim do Premier League, jednak sezon 2002/2003 spędził na wypożyczeniach w Division One, grając w drużynach Portsmouth oraz Derby County.
W 2003 roku Ritchie odszedł do Walsall (Division One). Spędził tam rok, a potem wrócił do Szkocji, gdzie został graczem klubu Dundee United, występującego w Scottish Premier League. Zadebiutował tam 21 sierpnia 2004 roku w zremisowanym 1:1 spotkaniu z Livingston. W Dundee spędził dwa lata. Następnie grał w cypryjskiej Omonii Nikozji, a także w amerykańskim zespole Carolina RailHawks z USSF Division 2 Professional League. W 2009 roku zakończył karierę.

## Kariera reprezentacyjna
W reprezentacji Szkocji Ritchie zadebiutował 28 kwietnia 1999 roku w wygranym 1:0 towarzyskim meczu z Niemcami. W latach 1999–2004 w drużynie narodowej rozegrał siedem spotkań i zdobył jedną bramkę.